# Mictoschema
Mictoschema is een geslacht van vlinders van de familie spanners (Geometridae), uit de onderfamilie Geometrinae.

## Soorten
- M. swierstrai Prout, 1922
- M. tuckeri Prout, 1925